# 魯塔幼兒園
魯塔幼兒園（羅馬化：Dytiachyi sadok Ruta）位於烏克蘭基輔州伊爾平，由立陶宛及臺灣出資重建，於2023年8月24日烏克蘭獨立日啟用，是臺灣及立陶宛合作援助烏克蘭的首例。

## 歷史
魯塔幼兒園原名拉迪斯奇（Радість）幼兒園，在烏克蘭語意為「歡樂」，在俄羅斯入侵烏克蘭之前是伊爾平最大的幼兒園之一，共有約400名學童。由於砲擊和火災，有75%受損，屋頂，牆壁，門窗、家具等都受到破壞，並且需要重建。
伊爾平市的幼兒園幾乎已經全數額滿，非常需要學前機構。
重建計畫耗時8個月，立陶宛以及駐立陶宛台灣代表處透過中央專案管理局（CPVA）參與，其中臺灣投入120萬歐元（台幣4123萬元）購置家具、設備、綠化工程及遊樂場等設備，而立陶宛則投入490萬歐元用於興建校舍等基礎工程。
2023年，魯塔幼兒園於8月24日的烏克蘭獨立日開幕，剪綵儀式由立陶宛總統吉塔納斯·瑙塞達主持，立陶宛駐烏克蘭大使瓦爾德馬拉斯·薩拉皮納斯以及基輔州州長魯斯蘭·克拉夫琴科等人出席。
我很高興看到如此美好的魯塔幼兒園，我能想像孩子們在這裡會有多幸福。我相信孩子們看到立陶宛的國旗，會想到這個有很多熱愛烏克蘭的人們生活的國家。——吉塔納斯·瑙塞達
立陶宛駐烏克蘭大使表示，「魯塔」在立陶宛語和烏克蘭語都代表同一種植物並且發音相同，象徵兩個國家間的連結。

### 烏克蘭的回應
基輔州當局感謝立陶宛駐烏克蘭大使瓦爾德馬拉斯·薩拉皮納斯為恢復伊爾平社區社會基礎設施的個人貢獻，並向瑙塞達贈送關於伊爾平的書籍等禮物。烏克蘭基礎設施部部長亞歷山大·庫布拉科夫稱此重建計畫是烏克蘭與國際夥伴合作重建的典範。

## 建築
魯塔幼兒園共有3層樓，並有室外遊樂場、現代化的廚房以及作為防空洞的地下室，預計可以容納45名教職員，及500名學童。此外，幼兒園正面有伊爾平藝術家尤莉婭·特雷波爾斯卡（Юлия Трипольская）創作的兩幅壁畫。

## 註解
1. ↑  即立陶宛的象徵[12]芸香
2. ↑  一說60人[5]